# Neith Nevelson
Neith Nevelson, (n. 24 iulie 1946, New York City), este o artistă americană, cel mai bine cunoscută pentru picturile sale cu cai, femei nud și fețe masculine..

## Biografie
Născută într-o familie de artiști, Neith (fiind numită după o zeitate egipteană) a fost nepoata sculptoriței Louise Nevelson (1899 - 1988) și este fiica sculptorului Mike Nevelson, respectiv a designerului de textile Susan Nevelson.
Nevelson a crescut în Florența, Italia și a început să picteze la vârsta de doi ani. Copilăria și-a petrecut-o la Florența și la New York City, iar ca adolescentă s-a mutat la New York, unde a locuit cu bunica sa în atelierul acesteia. Din 1977, Neith a locuit în Coconut Grove din sudul Floridei.